# Dongószender
A dongószender (Hemaris fuciformis) a rovarok (Insecta) osztályának lepkék (Lepidoptera) rendjébe, ezen belül a szenderfélék (Sphingidae) családjába tartozó faj.

## Előfordulása
A dongószender előfordulási területe Európa legnagyobb része - kivételt képez Észak-Skandinávia -, Észak-Afrika, valamint Ázsia középső és keleti részei.

## Alfajai
- Hemaris fuciformis fuciformis (Linnaeus, 1758) - Európa és Észak-Afrika
- Hemaris fuciformis pseudodentata Dubatolov, 2003[2] - Türkmenisztán

## Megjelenése

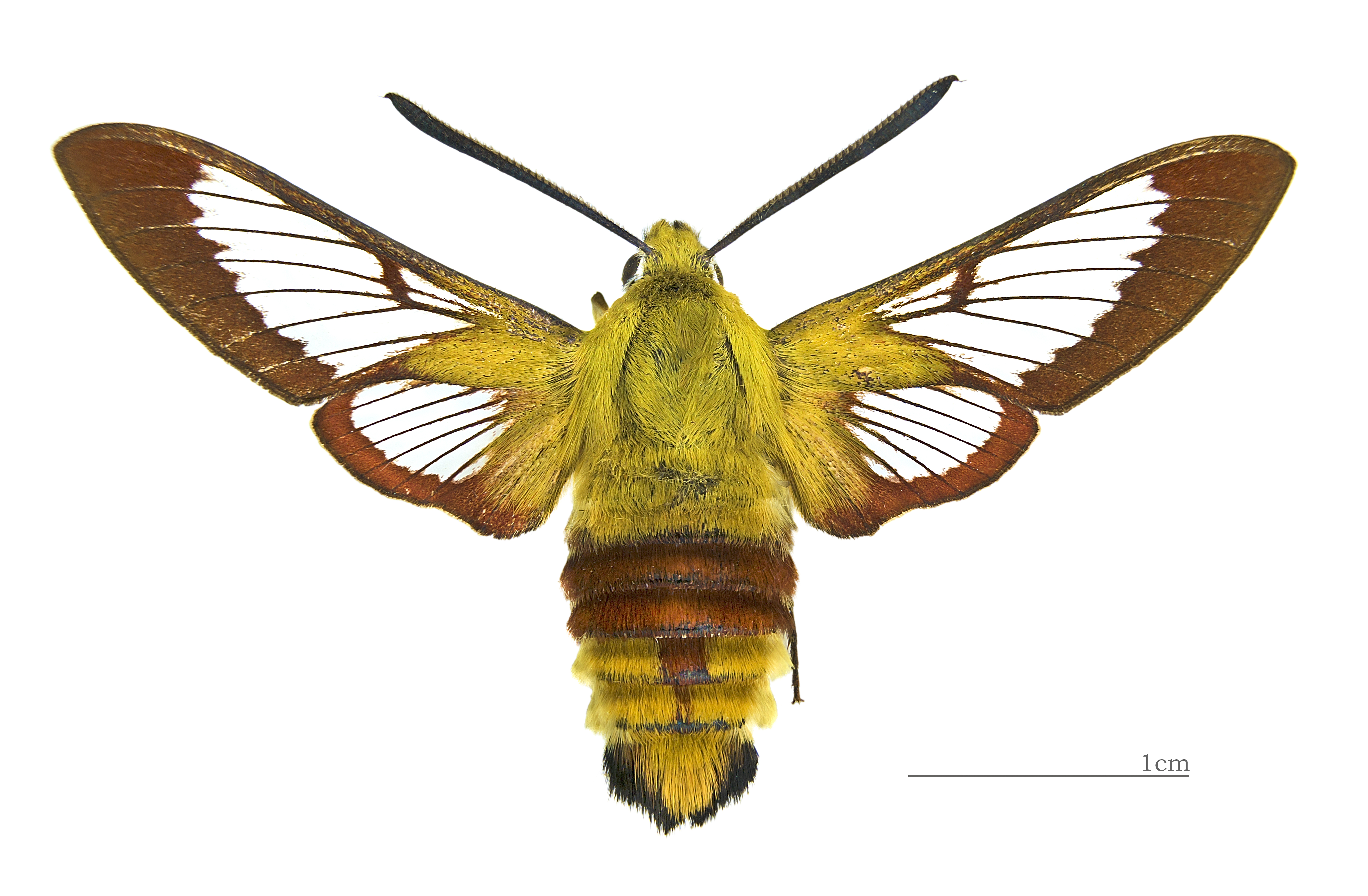
♂
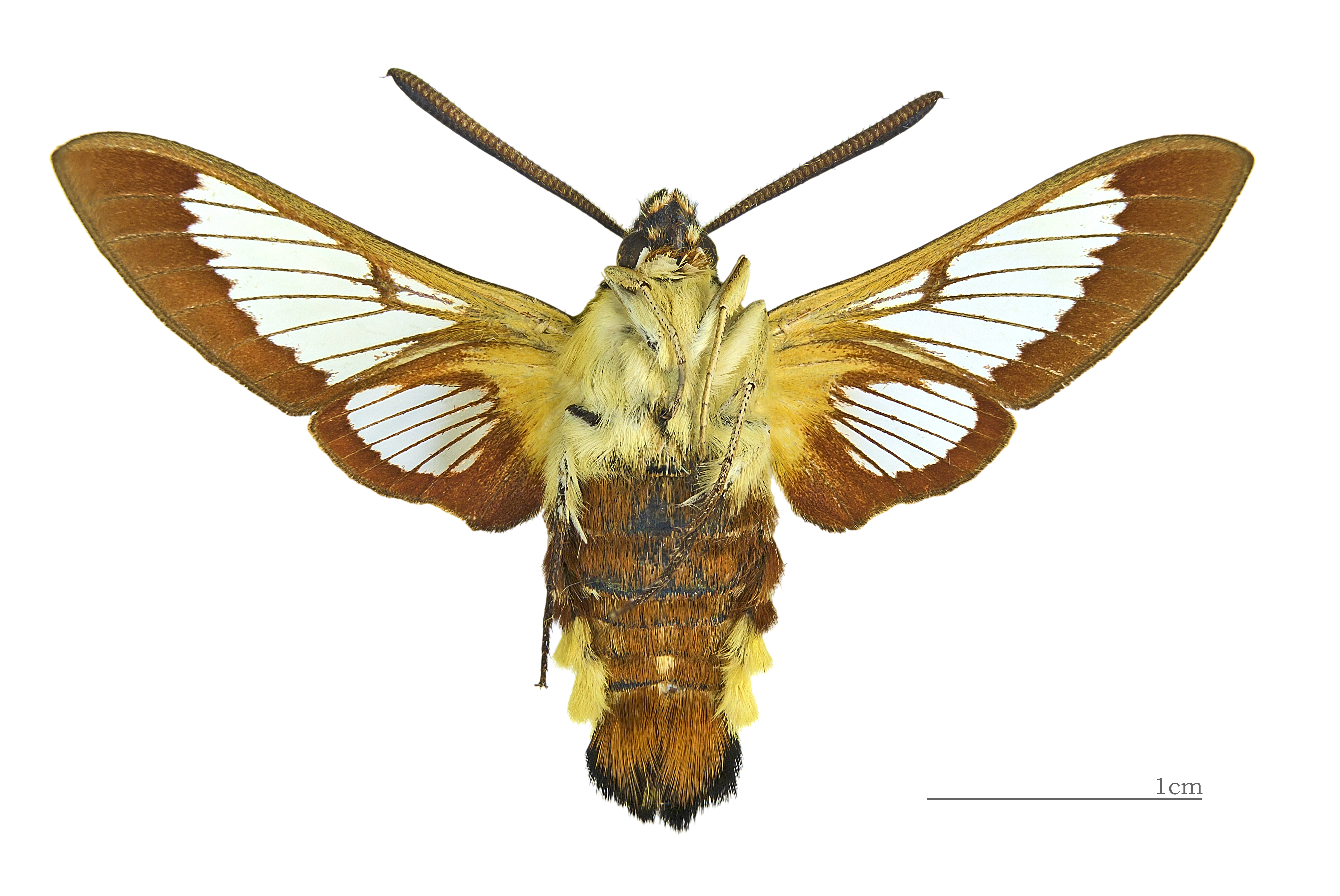
♂ △
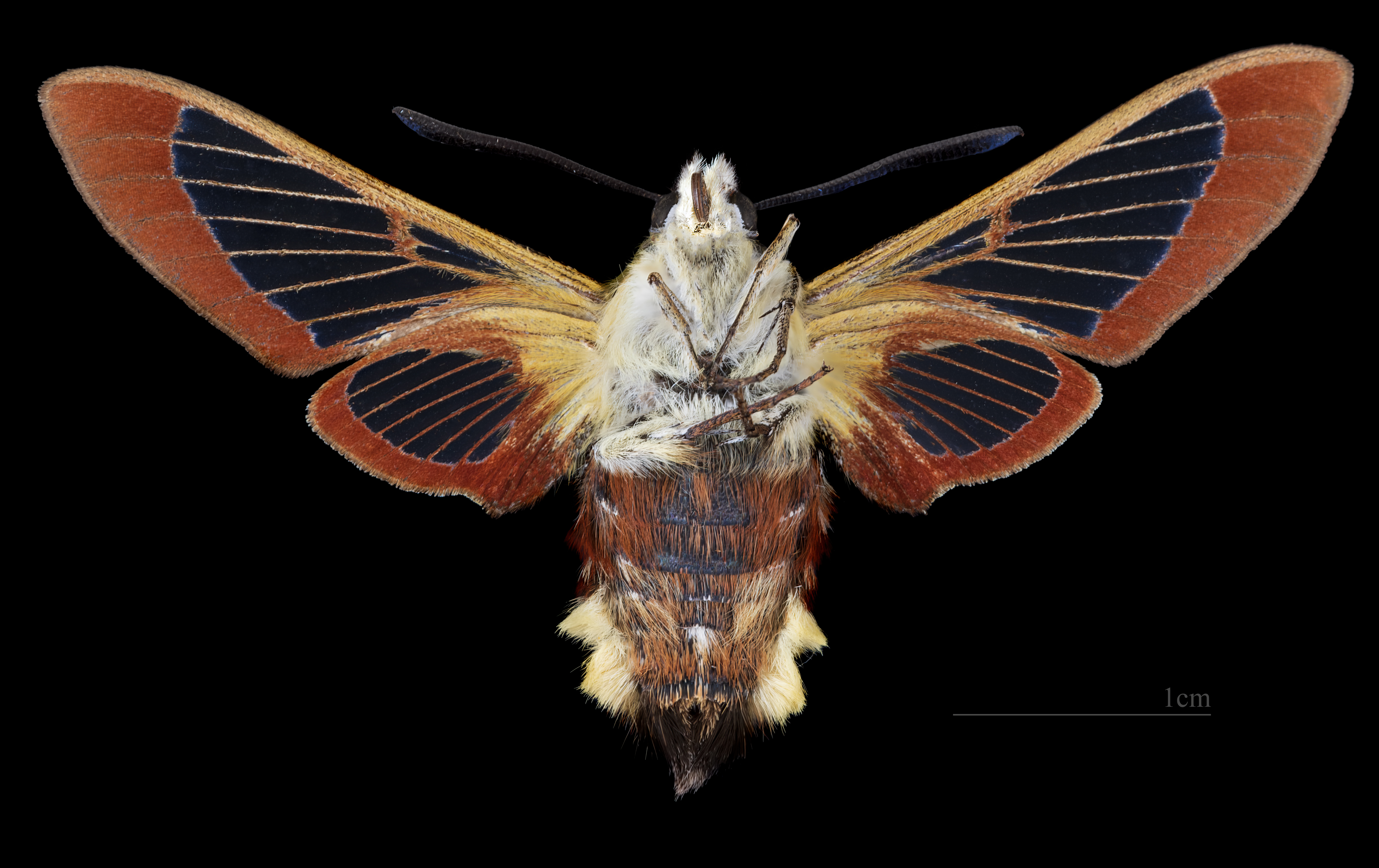
♀
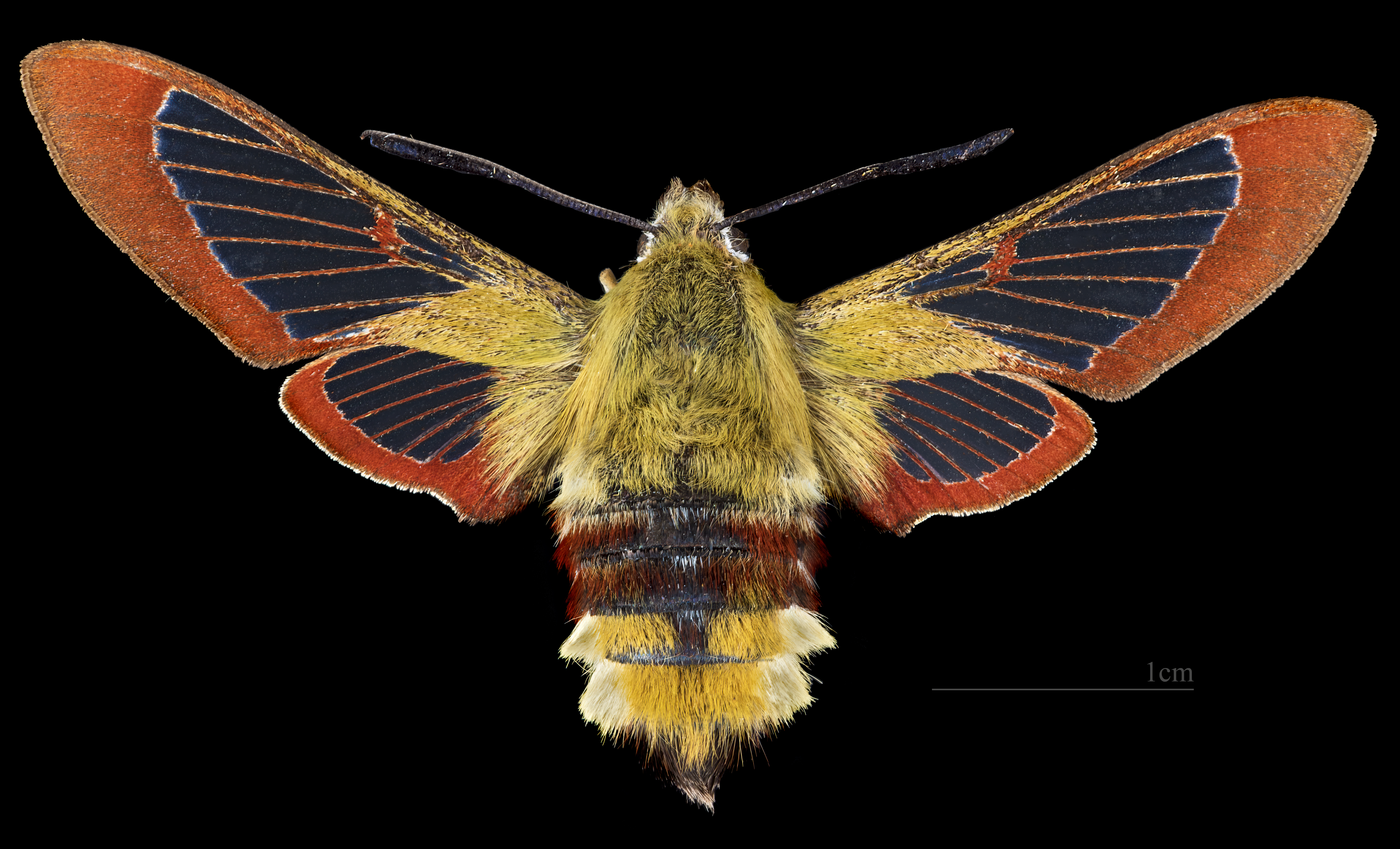
♀ △

A szárnyfesztávolsága 38–48 milliméter hosszú. Ez a szenderfaj igen hasonlít közeli rokonára, a pöszörszenderhez (Hemaris tityus). A különbséget a dongószender szárnyai szélén levő szélesebb sávok, valamint sötét középfoltja ketté van választva.

## Életmódja
Elterjedési területtől függően április és szeptember között repül. A hernyó gazdanövényei a lonc- (Lonicera spp.) és a galajfajok (Galium spp.).

### Fordítás
- Ez a szócikk részben vagy egészben  a   Hemaris fuciformis című angol Wikipédia-szócikk ezen változatának fordításán alapul.  Az eredeti cikk szerkesztőit annak laptörténete sorolja fel. Ez a jelzés csupán a megfogalmazás eredetét és a szerzői jogokat jelzi, nem szolgál a cikkben szereplő információk forrásmegjelöléseként.